# Gastronomía de Croacia

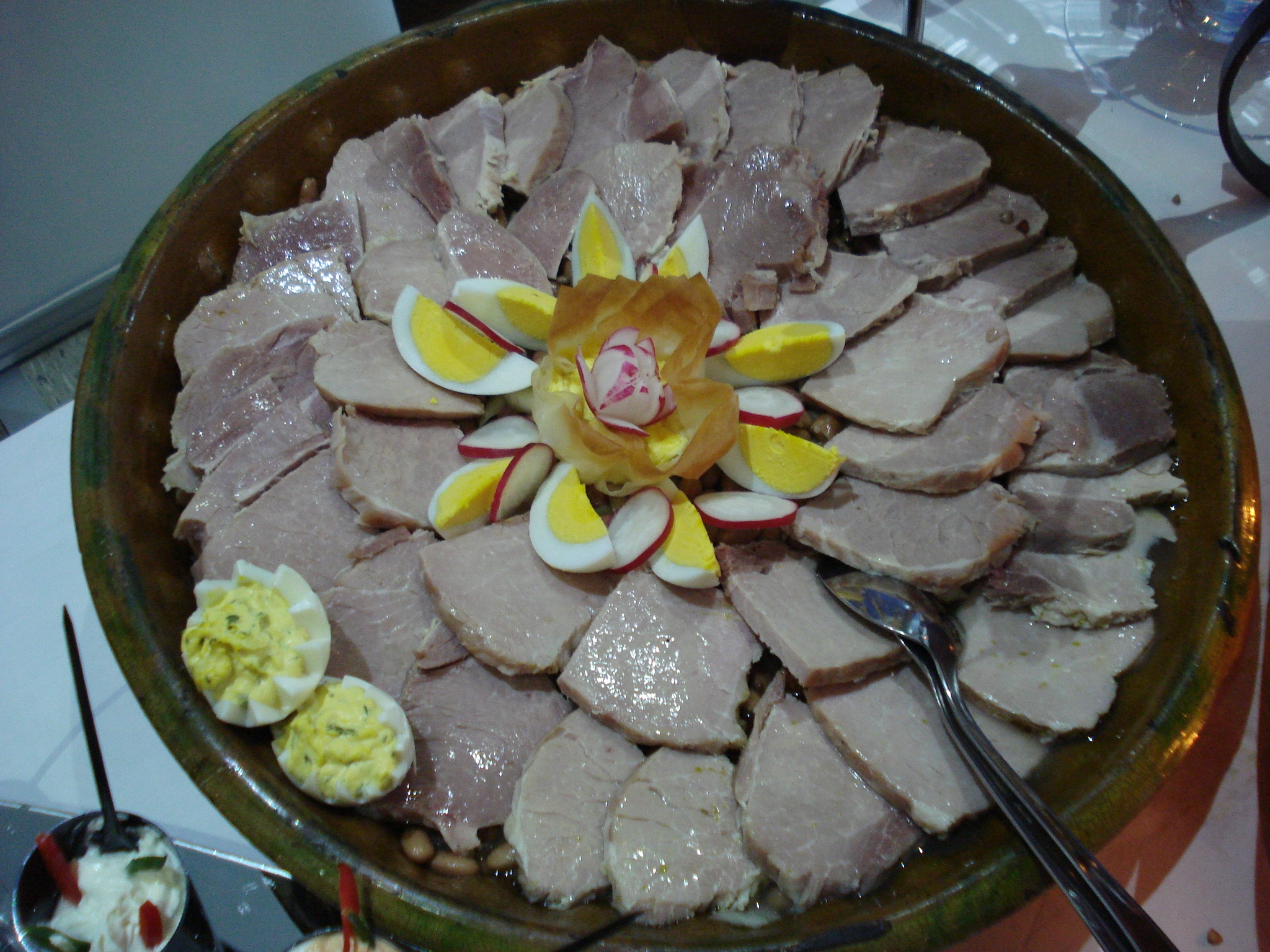
Meso z tiblice - carne de cerdo del barril de madera "tiblitsa" del condado de Meurimurje, norte de Croacia

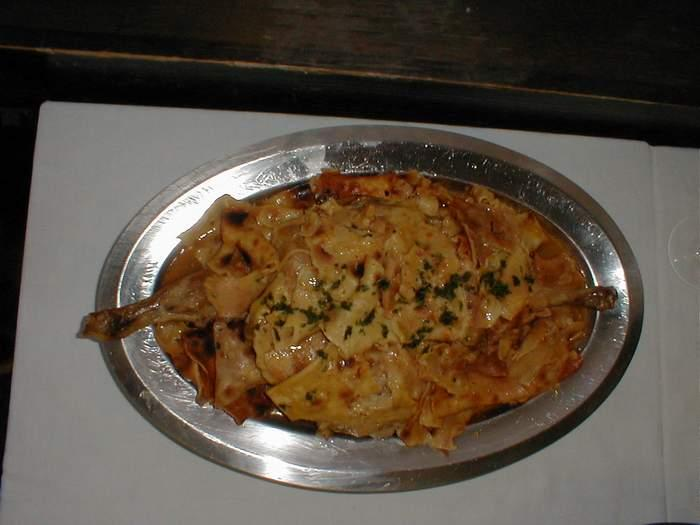
Un plato con Mlinci

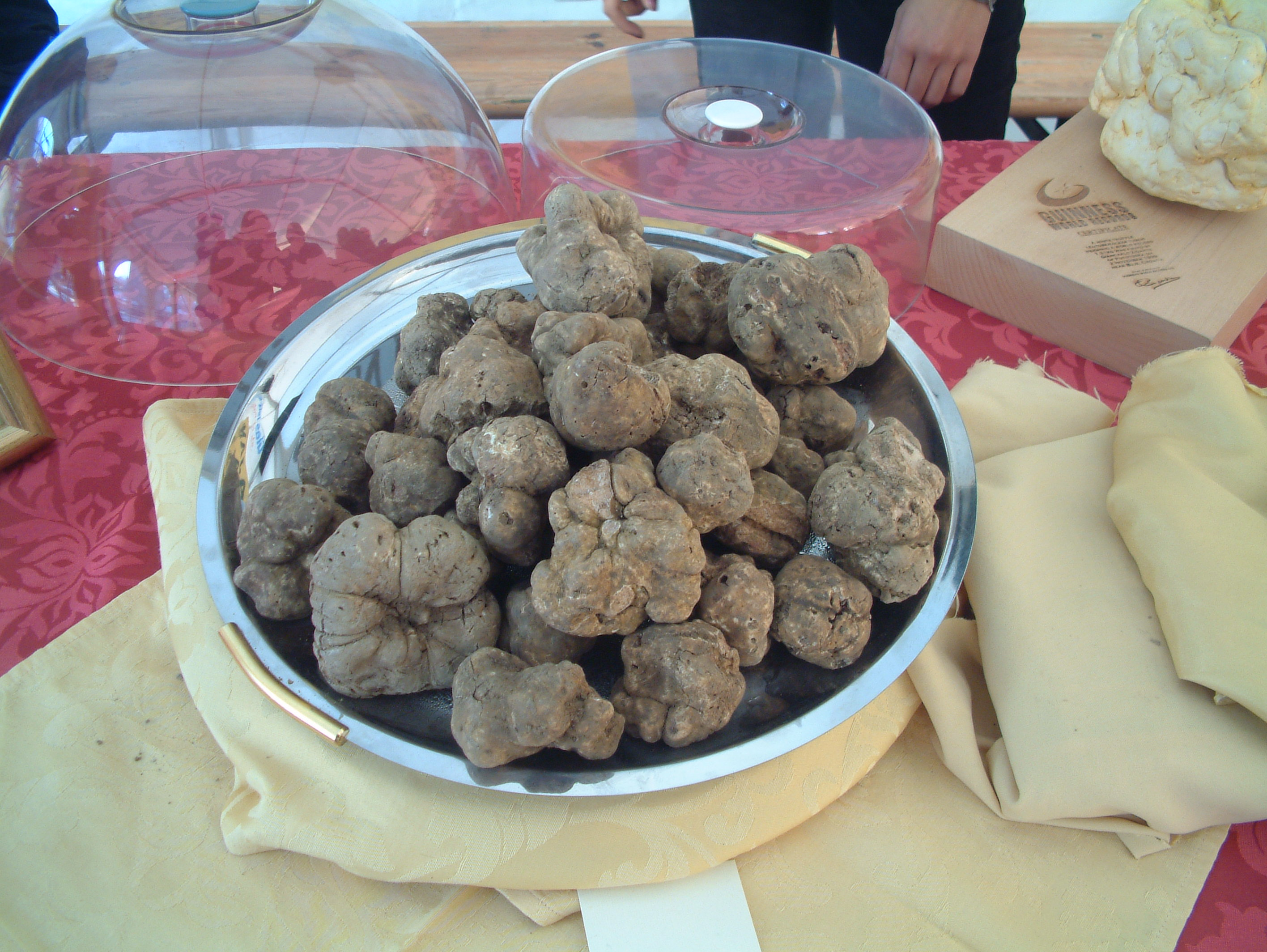
Trufas blancas de Istria

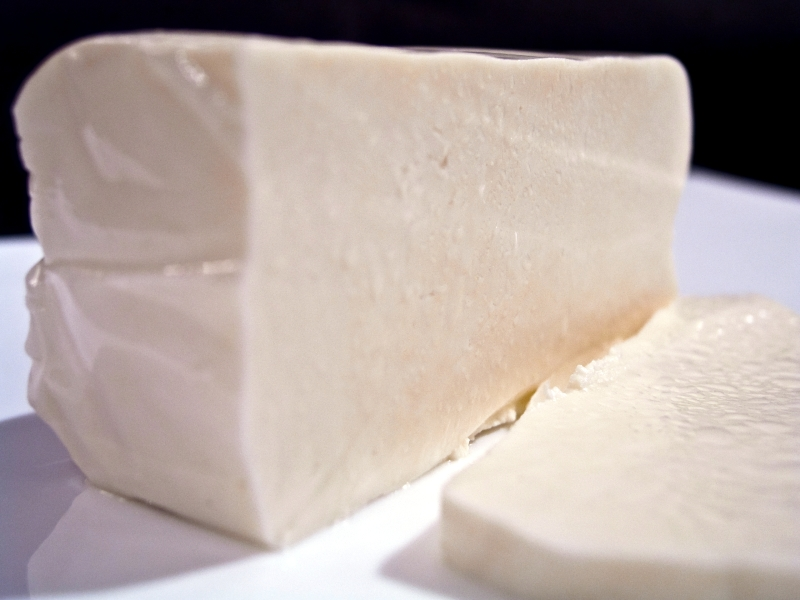
Queso škripavac

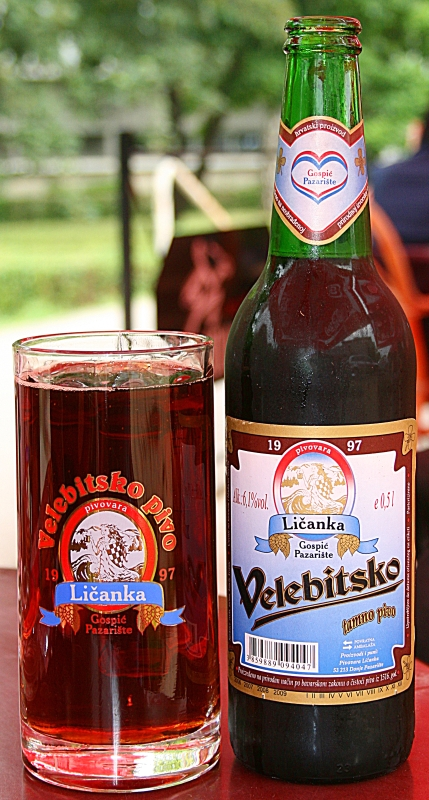
Velebitsko pivo, cerveza de Croacia

La Gastronomía de Croacia es heterogénea y conocida por lo tanto como una cocina de regiones, ya que cada región de Croacia contiene sus propias tradiciones culinarias. Las modernas raíces se fundamentan en los periodos más antiguos y en las diferencias existentes en las costumbres tradicionales culinarias entre los habitantes de interior contra los que habitan en las costas. La cocina de interior está más caracterizada por sus influencias eslavas y por los contactos más recientes con otras culturas como puede ser la: cocina húngara, cocina vienesa y la cocina turca. Mientras que las regiones costeras la influencia es de cocina griega, cocina italiana y Illyrian, así como también posteriormente la cocina del mediterráneo y la cocina francesa.

## Platos

### Carne y Caza
Algunas expresiones en los menús de Croacia son:
- Las especialidades a la parrilla se denominan s roštilja o s ražnja
- pečeno significa "asado"
- prženo significa "frito"
- pod pekom significa que la carne ha sido puesta en un horno de piedra cubierto con una tapa de metal. El cocinero pone piedras de carbón dentro y se cocina lentamente.

- Ražnjići (brochetas)
- Meso s tiblice jamón de cerdo procedente de Međimurje
- Janjetina - cordero adornado con hierbas de origen mediterráneo
- Odojak - cochinillo
- Visovačka begavica
- Pato con mlinci (pasta suave que hace de pan)
- Kaninchenbraten
- Pierna de cordero a la Pašticada (piezas enrolladas de Pršut en salsa de vino blanco)
- Pierna de venado al estilo del condado
- Pato salvaje con salsa
- Kotlovina procedente Samobor (kettle with knuckle of pork and other meat and sausages)
- Boiled fillet of beef haunch con Sauerkraut
- Escalope à la Barón Trenk (es una especie de Schnitzel)
- Ganso Međimurje (llenado con buckwheat)
- Ganso Turopolje (corn semolina as a side dish)
- Pavo Purgerica (Plato de Navidad de la región fronteriza de Zagreb, el pato se llena de nueces, manzanas, bacon, limones, etc.)
- Ćevapćići carne asada en forma de salchicha que se sirve con cebollas, pan de pita y mostaza, patatas, etc.

### Pescados
- calamares - En croata se denominan: lignje
- Pulpo a la vingreta - Croata: salata od hobotnice
- Arroz negro - Croata: Crni rižot, Italiano: Risotto nero
- Atún Tuna
- Gambas - Croata: škampi
- Mejillones - Croata: dagnje
- Bakalar (Habitualmente se sirve únicamente en época de Navidad) - Bacalao
- Estofado de pescado
- Almejas Buzara
- Ensalada de araña de mar
- ensaladas de pez gato o carpas